# Handley Page Hyderabad
Le Handley Page Hyderabad est un bombardier biplan bimoteur de l'entre-deux-guerres. Il a servi de 1923 à 1929 dans la Royal Air Force dont il fut le dernier bombardier lourd entièrement construit en bois. 
Son nom vient de la ville de Hyderabad en Inde faisant à l'époque partie de l’Empire britannique.

## Conception
Le Hyderabad fut conçu en réponse à une spécification du ministère de l'Air britannique datant de 1922, concernant un bombardier de nuit. Il dérivait de l'avion de ligne Handley Page Type W qui avait effectué son vol initial en 1919. Le Hyderabad prit l'air pour la première fois en octobre 1923. Cet appareil marquait une transition technologique : d'un côté, il fut le dernier bombardier lourd de la Royal Air Force entièrement construit en bois. Mais par ailleurs il fut un des premiers avions au monde à être équipé de becs de bord d'attaque. Toutefois ces dispositifs ne furent pas montés sur la première version de série, désignée Mark I.

## Engagements
Le Hyderabad entra en service progressivement au sein de la Royal Air Force. En décembre 1925, le squadron 99 prit en compte ses premières machines. Il fut suivi par le squadron 10 en janvier 1928, puis par deux unités de réserve de l'Auxilary Air Force, les squadrons 502 et 503. 
En 1929, il fut remplacé, dans ces unités, par son successeur le Handley Page Hinaidi, de conception similaire mais à la structure métallique.

## Variantes
- Mark I, construit à 38 exemplaires[1].